# La bodega
La bodega (en inglés The Bodega o The Winemaker) es una novela del escritor estadounidense Noah Gordon publicada en 2007.
En la presentación del libro a la prensa, el autor describió su última obra como una carta de amor: Este libro es mi carta de amor a un país. Para contrastar los datos históricos de la novela, Gordon remitió su primer manuscrito al historiador Pere Anguera y a críticos entendidos en vinos.

## Argumento
Ambientada en Cataluña, La bodega narra la vida de un joven viticultor que huye a Francia por la inestabilidad de su país, con las guerras carlistas y el asesinato del general Prim. A su regreso a Cataluña procurará conseguir el mejor vino de sus viñas familiares.
Mediante su esfuerzo constante, logra trabajar la tierra que heredó de su padre. En el transcurso, para conseguir su objetivo logra darse cuenta de que su experiencia en viñedos ajenos le ha ayudado a despertar en él un paladar capaz de distinguir desde los sabores más dulces y sutiles, hasta los más ácidos, distinguiendo así mismo, el aroma y cuerpo de un buen vino.